# Strumyk (województwo dolnośląskie)
Strumyk (niem. Alt Bortschen, wcześniej Polnisch Bortschen) – wieś w Polsce położona w województwie dolnośląskim, w powiecie górowskim, w gminie Góra.

## Nazwa
Miejscowość nosiła polską historyczną nazwę Dąbroszyn, która podaje Słownik geograficzny Królestwa Polskiego. W granicach Prus nazywała się Polnisch Bortschen. a następnie zmienioną ją na Alt Bortschen.
W alfabetycznym spisie miejscowości na terenie Śląska wydanym w 1830 roku we Wrocławiu przez Johanna Knie wieś występuje pod niemiecką nazwą Polnisch Bortschen. Kolejny spis geograficzno-topograficzny miejscowości leżących w Prusach z 1835 roku, którego autorem jest J.E. Muller notuje dwie niemieckie nazwy miejscowości Bortschen oraz Polnisch Bortschen.

## Podział administracyjny
W latach 1975–1998 miejscowość administracyjnie należała do województwa leszczyńskiego.